# Calderero (oficio)

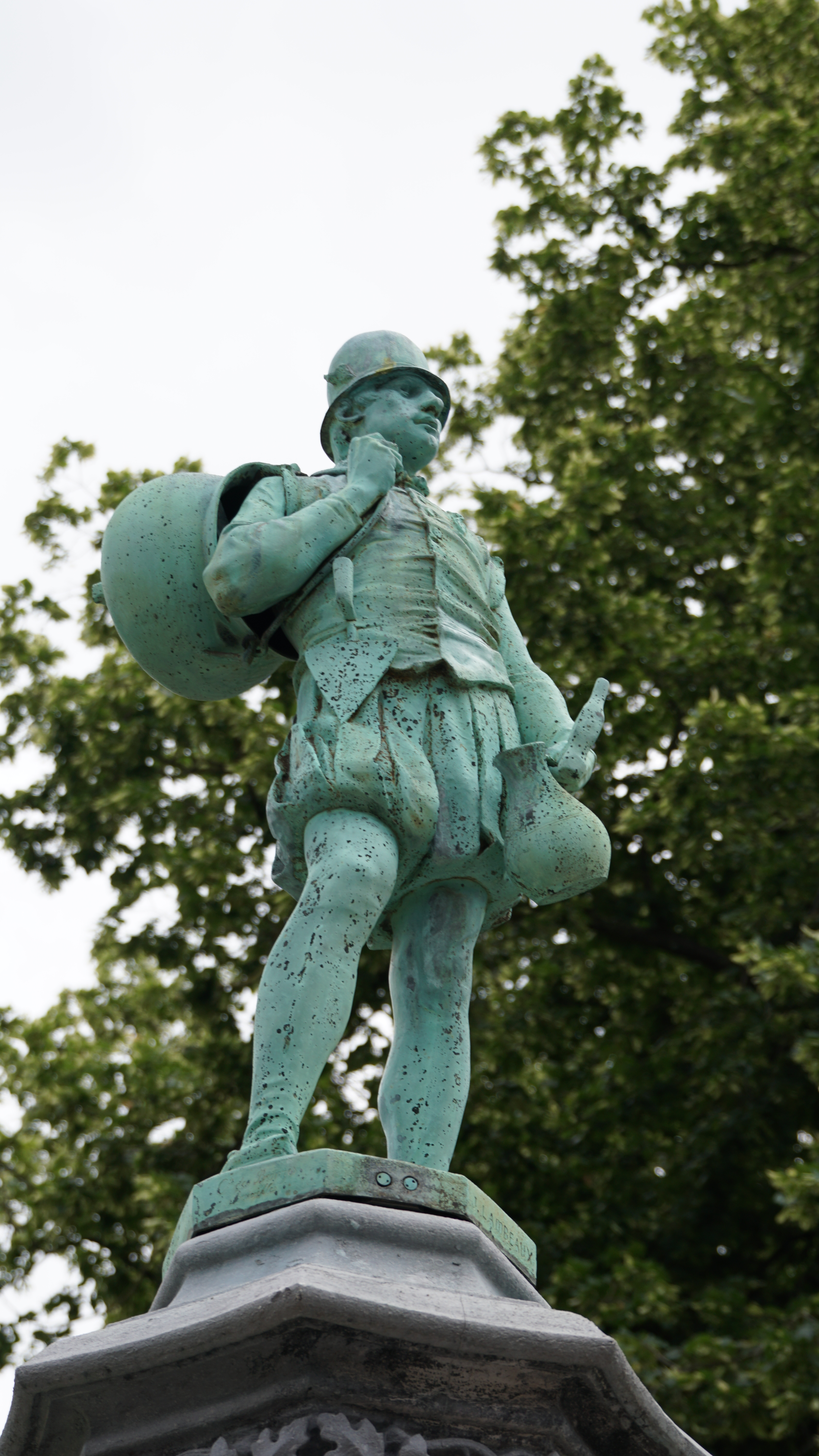
Estatua del escultor Jef Lambeaux dedicada a los caldereros belgas, en la plaza del Petit Sablon de Bruselas.

Calderero es el oficio antiguo de la persona o artesano que fabricaba calderos y otras cosas de metal, y los distribuía por las poblaciones por el sistema de venta ambulante. Está asociado a los oficios, también casi totalmente desaparecidos en Occidente, de cobrero, latonero y hojalatero. Tiene su origen gremial en la calderería, referida al oficio, taller o barrio donde se fabricaban cacharros. Además de diversos tipos de recipientes para el uso tanto doméstico como preindustrial, el catálogo comercial del calderero podía incluir piezas de artesanía como candiles, faroles y braseros.

## Historia

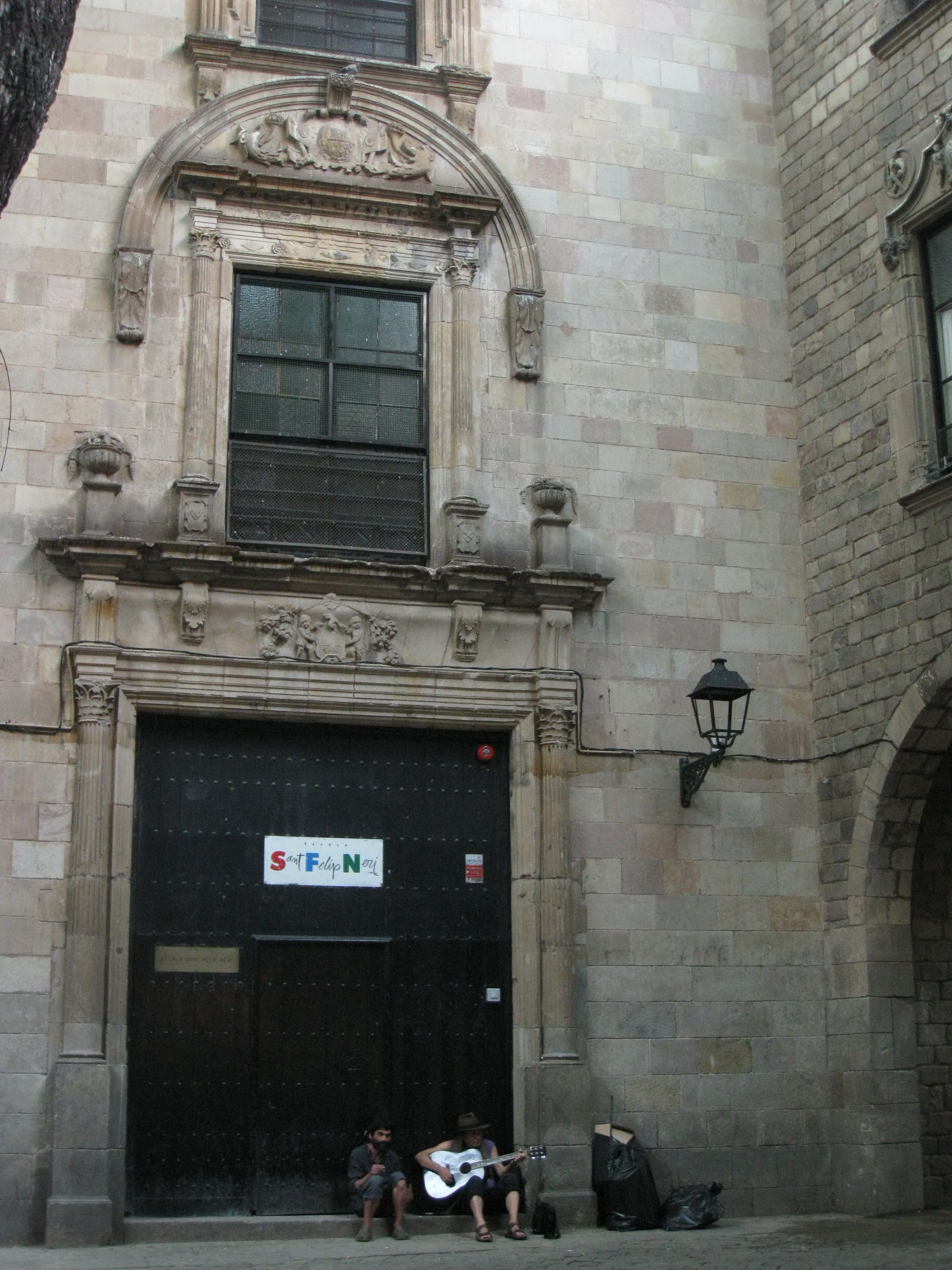
La Casa del Gremio de Caldereros, en la plaza de San Felipe Neri de Barcelona.

Aunque el oficio, como actividad complementaria junto a herreros y alfareros puede rastrearse en el periodo denominado Edad de Hierro a partir del siglo XII a. C. Su organización laboral, en Occidente se documenta con mayor propiedad a partir de la Edad Media, cuando en ciudades como, por ejemplo, Barcelona, el calderero era un artesano no solo reconocido en el plano jurídico sino, además próspero en el panorama de la actividad laboral municipal, con privilegios como tener esclavos o mediar en disputas legales.
Siguiendo con el ejemplo barcelonés, común a otras muchas ciudades europeas del Renacimiento, consta documentada la regulación que el Consejo de Ciento hizo de la producción de obra de cobre y evitar el fraude. La normativa impuesta por ejemplo 
a partir del 9 de septiembre de 1437 obligaba a los caldereros que hacían cántaros y vajilla de cobre a revisión del trabajo antes de salir a la venta. Otro edicto del 26 de septiembre de 1453 obliga a este gremio a ceñirse al perímetro de las calles Calderers, Pla d’en Llull, y desde «el abrevadero frente a la capilla de Santa Marta hasta el muro del mar». También se fijan las normativas de los cofrades del gremio desde 1547, junto a las de herreros, ballesteros y latoneros. El historiador Pierre Bonassie aporta el dato de que en estos círculos de trabajo gremial, la jornada laboral oficial era de unas 14 horas.
La Revolución Industrial, el progreso y la mecanización en recintos fabriles hicieron desaparecer la estructura gremial y la imagen romántica del calderero; pero el término se ‘rehabilitó’ en casi todos los idiomas, para designar al operario especializado en sistemas mecánicos relacionados con las grandes calderas y su mantenimiento, dentro del contexto general de la metalurgia y la industria.

## Trabajo y herramientas

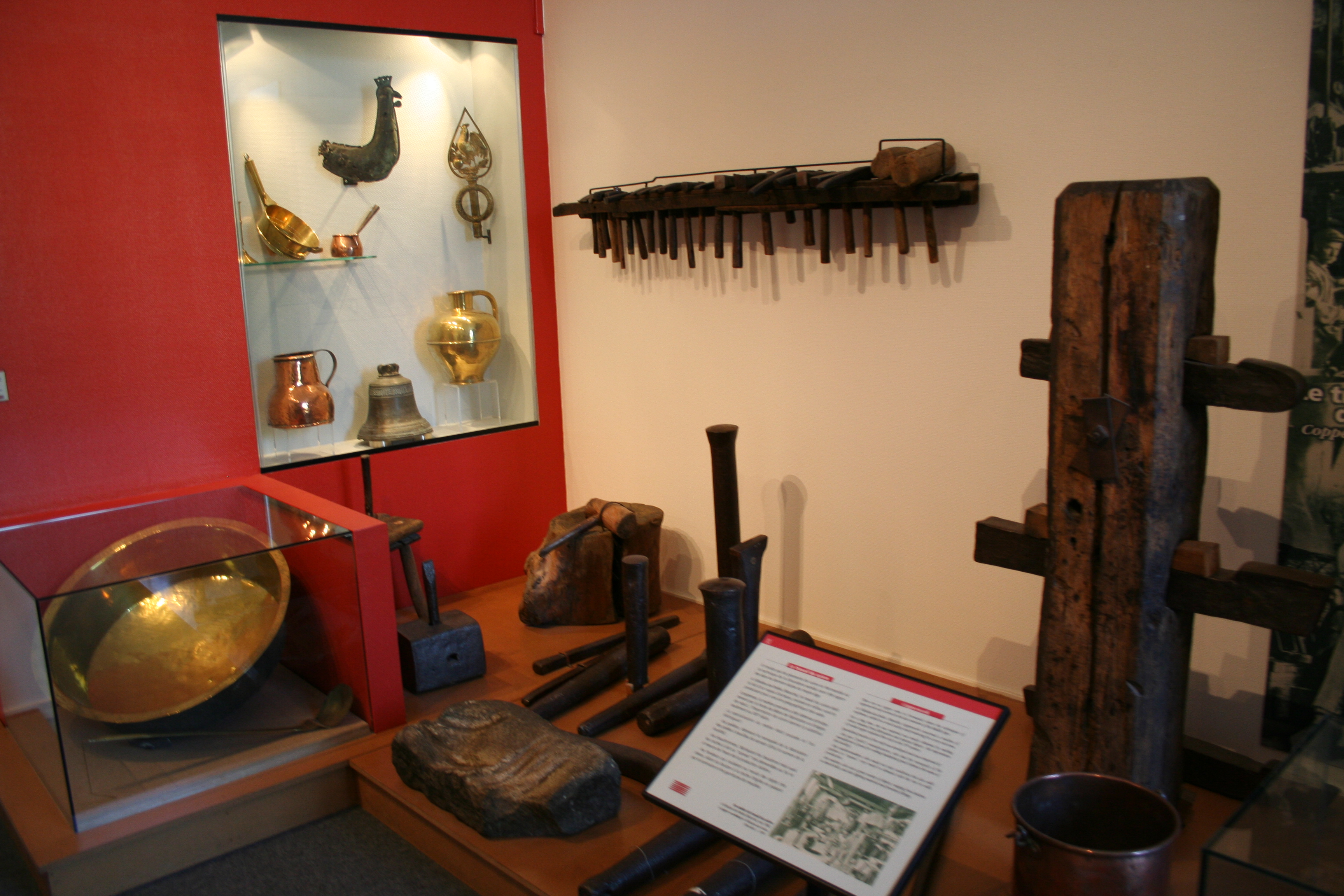
Taller de calderero en el Museo de Normandía (Francia).

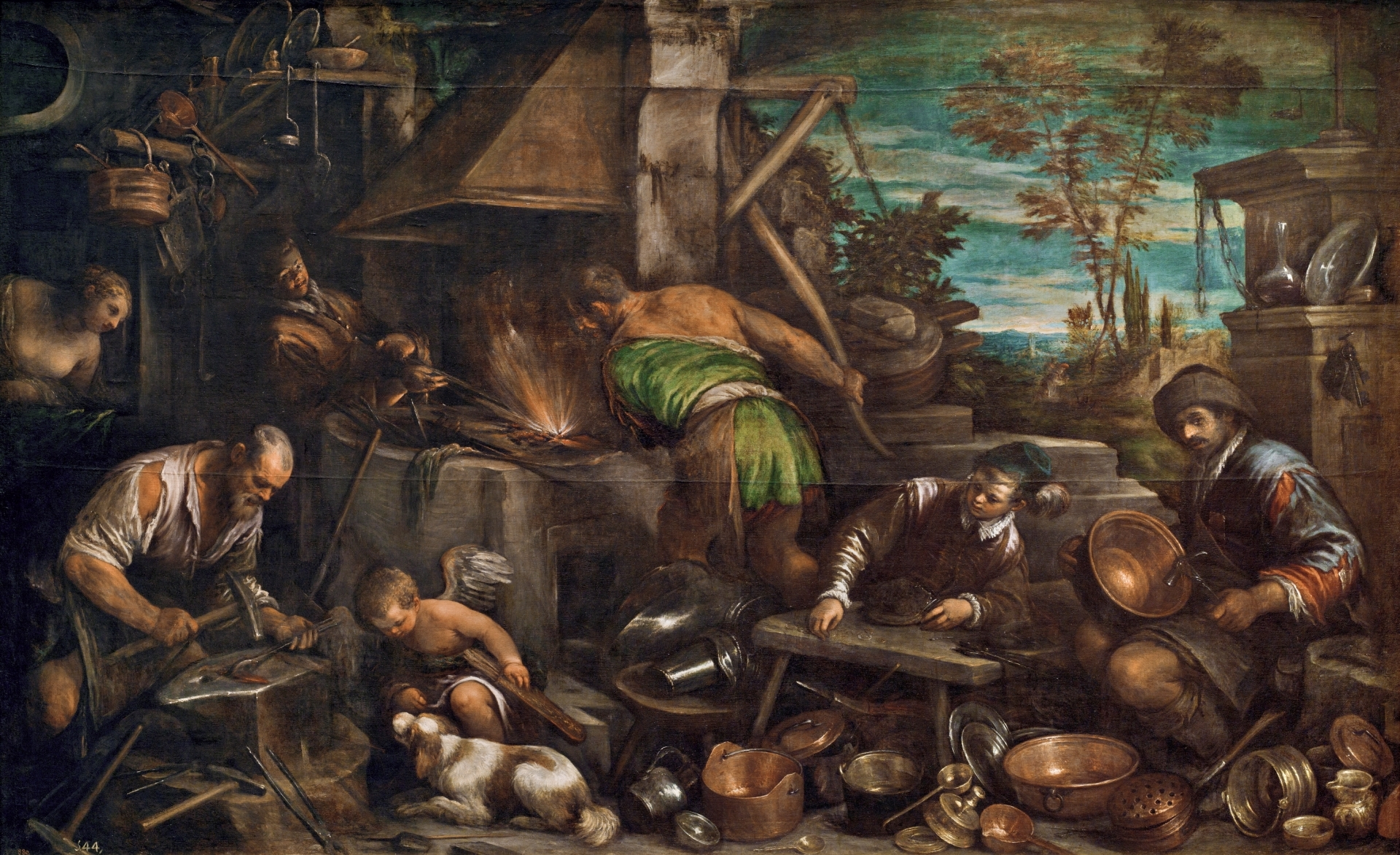
Herreros y caldereros (cobreros), reunidos en La fragua de Vulcano, de Jacopo Bassano (Museo del Prado)

En la traducción y adaptación que el investigador inglés C. R. Dodwell hizo de los libros del monje alemán Teófilo, activo en el noroeste de Alemania al inicio del siglo xii, se recoge la descripción del trabajo en cobre, plata, oro, latón, etc. En concreto, sobre el proceso en la calderería del cobre, se comienza desde la extracción del mineral y su lavado hasta las tareas de fusión y plancha con herramientas, como cinceles y martillos, y aleación y fundición a la temperatura adecuada. También se describen la tarea de diseñar grabados mediante el repujado, el pulido y los recursos para añadir asas o picos, soldar sus junturas, etcétera.

## En la literatura
La novela picaresca española recoge variopintos personajes del oficio de la calderería; quizá el más conocido de todos, por mágico, es el calderero de El Lazarillo de Tormes.

Con esto no me osaba menear, porque tenía por fe que todos los grados había de hallar mas ruines; y a abajar otro punto, no sonara Lázaro ni se oyera en el mundo.
Pues, estando en tal aflicción, cual plega al Señor librar della a todo fiel cristiano, y sin saber darme consejo, viéndome ir de mal en peor, un día que el cuitado ruin y lacerado de mi amo había ido fuera del lugar, llegóse acaso a mi puerta un calderero, el cual yo creo que fue ángel enviado a mí por la mano de Dios en aquel hábito. Preguntóme si tenía algo que adobar.
“En mí teníades bien que hacer, y no haríades poco si me remediásedes”, dije paso, que no me oyó; mas como no era tiempo de gastarlo en decir gracias, alumbrado por el Spiritu Santo, le dije: “Tío, una llave de este arca he perdido, y temo mi señor me azote. Por vuestra vida, veáis si en esas que traéis hay alguna que le haga, que yo os lo pagaré.” Comenzó a probar el angelico caldedero una y otra de un gran sartal que dellas traía, y yo ayudalle con mis flacas oraciones. Cuando no me cato, veo en figura de panes, como dicen, la cara de Dios dentro del arcaz; y, abierto, díjele: “Yo no tengo dineros que os dar por la llave, mas tomad de ahí el pago.”
Él tomó un bodigo de aquellos, el que mejor le pareció, y dándome mi llave se fue muy contento, dejándome más a mí. Mas no toqué en nada por el presente, porque no fuese la falta sentida, y aun, porque me vi de tanto bien señor, parecióme que la hambre no se me osaba allegar. Vino el mísero de mi amo, y quiso Dios no miró en la oblada que el ángel había llevado.
El Lazarillo de Tormes (anónimo)

## En el arte
De entre la abundante documentación iconográfica que ilustra en diferentes culturas la actividad del calderero, pueden elegirse aquí algunas muestras de valor etnográfico:

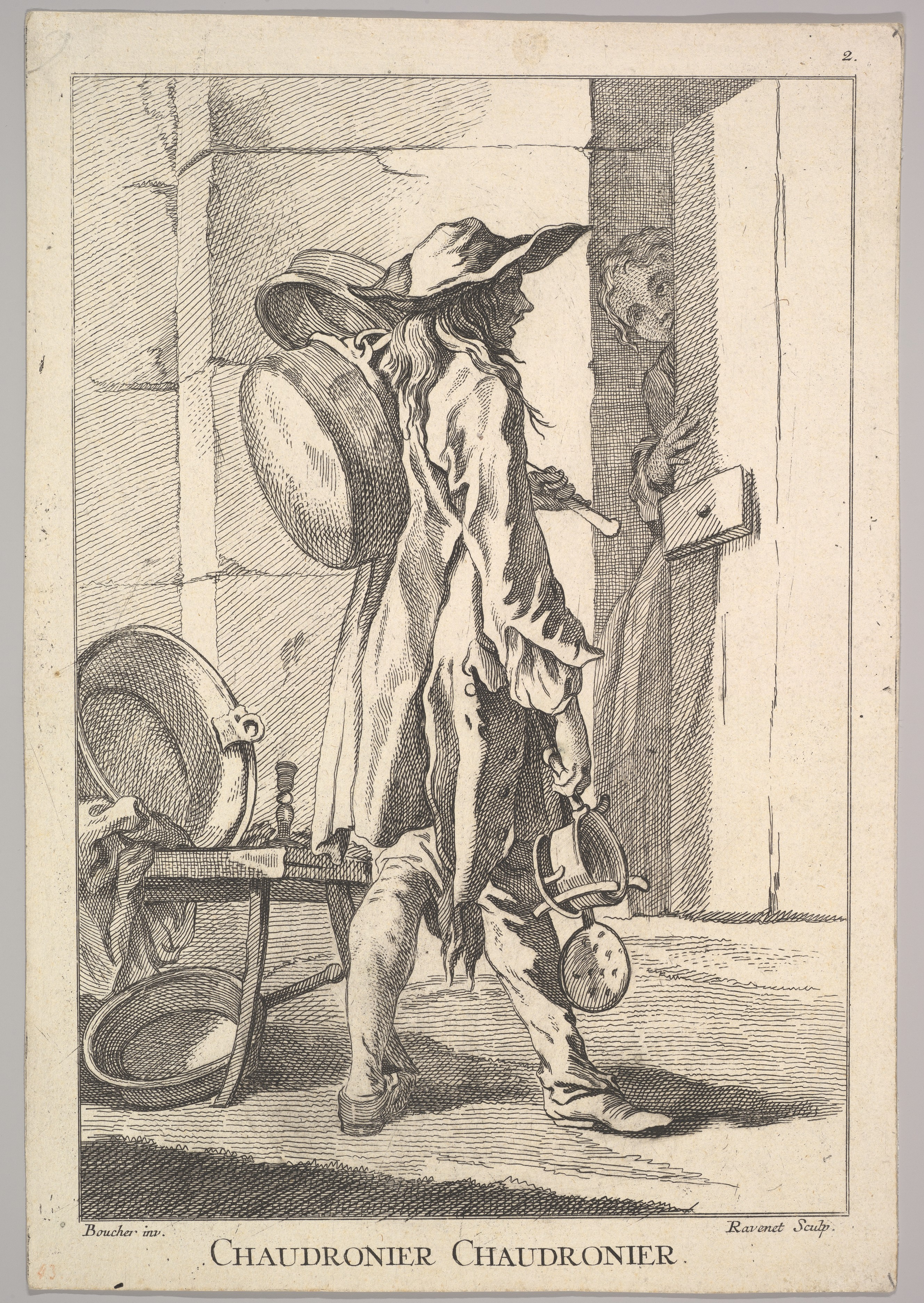
Calderero ambulante parisino del siglo xviii (grabado copia de un cuadro de François Boucher.
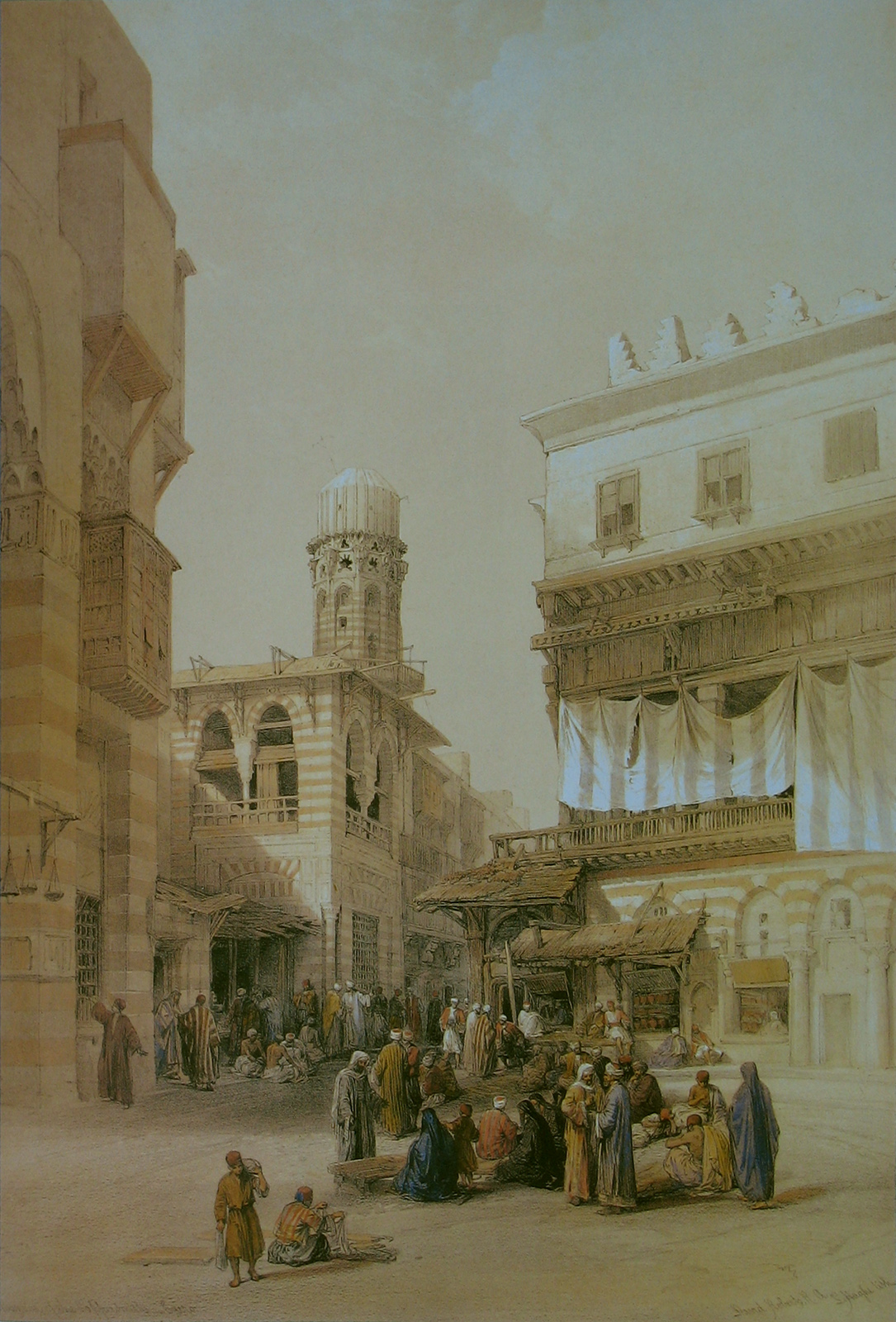
Bazar de caldereros de El Cairo, en 1838, por David Roberts.
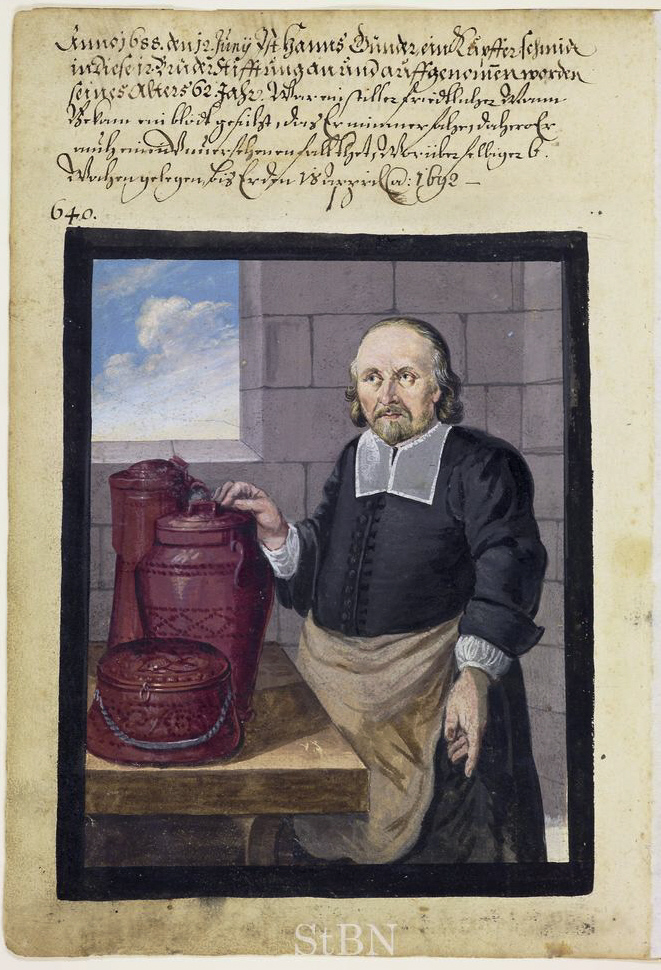
Cobrero en el manuscrito Mendel II (1688). Museo Nacional Germano.
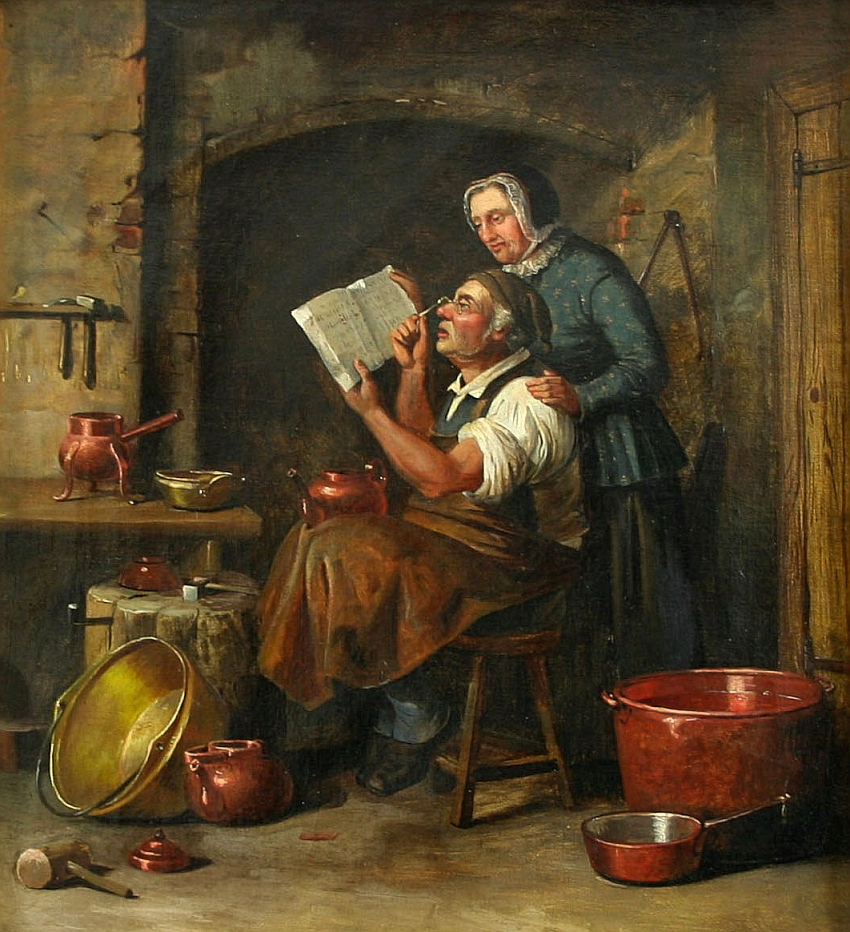
Óleo de Christian Andreas Schleisner (1810–1882) representando una escena costumbrista doméstica.
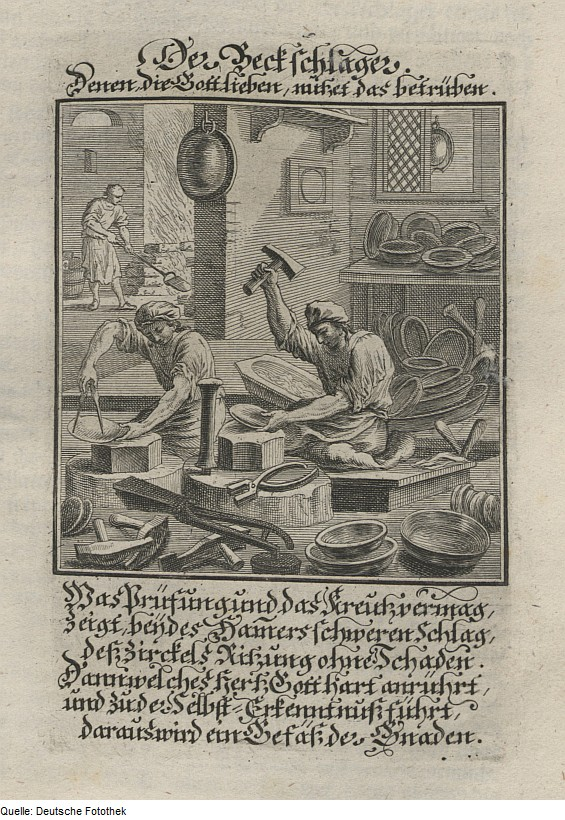
Grabado alemán de Christoph Weigel, hacia 1698.

## En el folclore
Del mismo modo que ocurre con otros muchos oficios, el calderero aparece con frecuencia en el legado tradicional del folclore español, en coplas y cantares diversos; como aquel que anuncia que «El calderero por las esquinas / va pregonando sartenes finas», o este otro dedicado al carbonero, que recoge Joaquín Díaz en su Cancionero:
En el País Vasco, la tradición de los «kautera» o «kauterak» se recrea en personajes de mascaradas de Carnaval, en localidades como San Sebastián, Luzaide-Valcarlos o en la provincia de Zuberoa, en Iparralde.

## En la heráldica

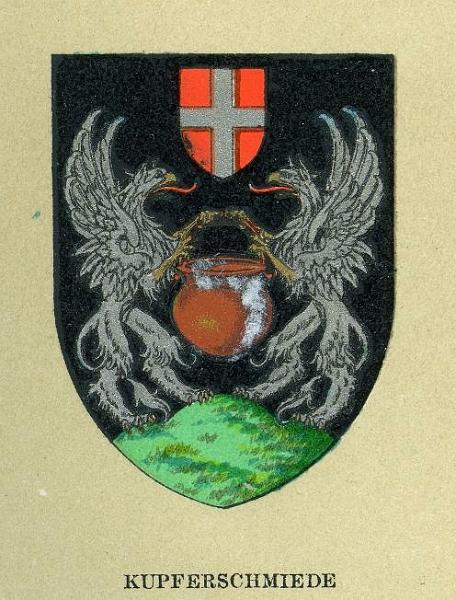
Armas de un cobrero alemán del siglo xix, en un dibujo de Hugo Gerhard Ströhl

Caldereros y cobreros, gremios fuertes desde la Antigüedad han quedado representados en la emblemática de los escudos de armas y comunidades, en el trabajo del hierro y el cobre y su reflejo en la heráldica gentilicia.

## Topónimos
Solo para dar una idea de la proyección y presencia del gremio en la sociedad de tiempos pretéritos, se pueden mencionar topónimos como la Sierra de Caldereros en Guadalajara (España). Asimismo, en España, son frecuentes las calles y plazas de los cascos antiguos de ciudades y pueblos, dedicadas o nombradas calle Calderería, plaza de Caldereros, etc.